# Slovenská hokejová reprezentace do 20 let

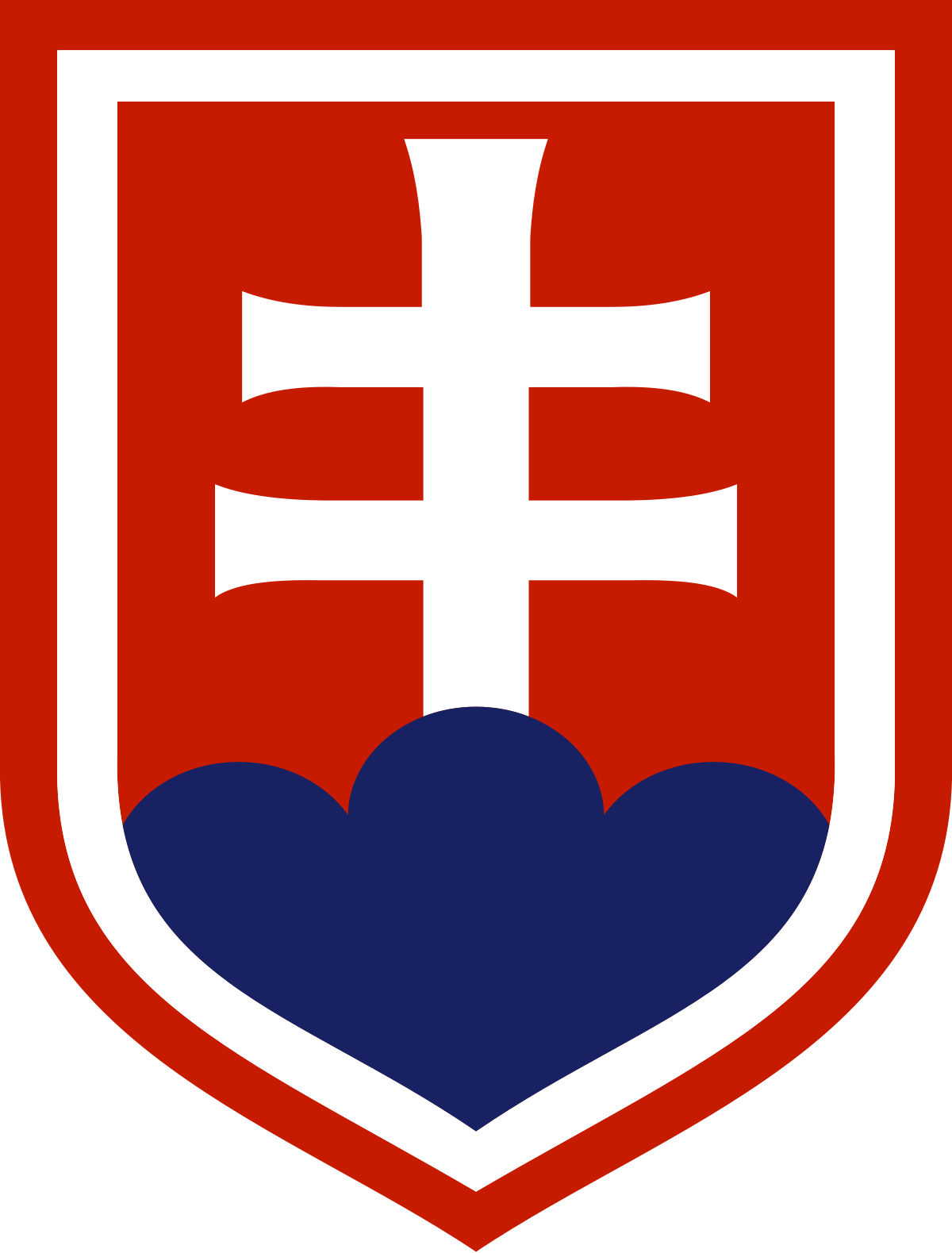
Slovenský národní symbol ledního hokeje

Slovenská hokejová reprezentace do 20 let je výběrem nejlepších slovenských hráčů ledního hokeje v této věkové kategorii. Od roku 1996 je stálým účastníkem elitní skupiny juniorského mistrovství světa, kde byl největším úspěchem samostatného Slovenska bronz z let 1999 a 2015. Po rozpadu Československa byl tým v roce 1994 zařazen do kvalifikace o C skupinu šampionátu, tu zvládl a následně si z C skupiny dvěma postupy získal místo mezi elitou.
Jako klub HK Orange 20 působí mužstvo i ve slovenské hokejové extralize.

## Účast namistrovství světa
Nižší divize
- 1994 Dánsko (Odense a Esbjerg) – 1. místo v C skupině (postup)
- 1995 Francie (Rouen a Caen) – 2. místo v B skupině (postup)

Elitní skupina
| MS       | Místo konání                          | Umístění         |
| -------- | ------------------------------------- | ---------------- |
| MSJ 1996 | USA (Boston, Amherst, Marlboro)       | 7. místo         |
| MSJ 1997 | Švýcarsko (Ženeva, Morges)            | 6. místo         |
| MSJ 1998 | Finsko (Helsinky, Hämeenlinna)        | 9. místo         |
| MSJ 1999 | Kanada (Winnipeg, Brandon)            | Bronzová medaile |
| MSJ 2000 | Švédsko (Skellefteå, Umeå)            | 9. místo         |
| MSJ 2001 | Rusko (Moskva, Podolsk)               | 8. místo         |
| MSJ 2002 | Česko (Pardubice, Hradec Králové)     | 8. místo         |
| MSJ 2003 | Kanada (Halifax, Sydney)              | 5. místo         |
| MSJ 2004 | Finsko (Helsinky, Hämeenlinna )       | 6. místo         |
| MSJ 2005 | USA (Grand Forks, Thief River Falls)  | 7. místo         |
| MSJ 2006 | Kanada (Vancouver, Kelowna, Kamloops) | 8. místo         |
| MSJ 2007 | Švédsko (Leksand, Mora)               | 8. místo         |
| MSJ 2008 | Česko (Pardubice, Liberec)            | 7. místo         |
| MSJ 2009 | Kanada (Ottawa)                       | 4. místo         |
| MSJ 2010 | Kanada (Saskatoon, Regina)            | 8. místo         |
| MSJ 2011 | USA (Buffalo)                         | 8. místo         |
| MSJ 2012 | Kanada (Calgary, Edmonton)            | 6. místo         |
| MSJ 2013 | Rusko (Ufa)                           | 8. místo         |
| MSJ 2014 | Švédsko (Malmö)                       | 8. místo         |
| MSJ 2015 | Kanada (Montreal, Toronto)            | Bronzová medaile |
| MSJ 2016 | Finsko (Helsinky)                     | 7. místo         |
| MSJ 2017 | Kanada (Montreal, Toronto)            | 8. místo         |
| MSJ 2018 | USA (Buffalo)                         | 7. místo         |
| MSJ 2019 | Kanada (Vancouver, Victoria)          | 8. místo         |
| MSJ 2020 | Česko (Ostrava, Třinec)               | 8. místo         |
| MSJ 2021 | Kanada (Edmonton)                     | 8. místo         |
| MSJ 2022 | Kanada (Edmonton, Red Deer)           | 9. místo         |
| MSJ 2023 | Kanada (Halifax, Moncton)             | 6. místo         |
| MSJ 2024 | Švédsko (Göteborg)                    | 6. místo         |
| MSJ 2025 | Kanada (Ottawa)                       | 6. místo         |

## Bronzové výběry
1999 
Brankáři: Karol Križan, Ján Lašák

Obránci: Martin Bartek, Martin Čakajík, Ladislav Harabin, Branislav Mezei, Tomáš Nádašdi, Peter Podhradský, Marek Priechodský, Juraj Slovák, Peter Smrek

Útočníci: Zoltán Bátovský, Martin Cibák, Marián Gáborík, Michal Hudec, Martin Hujsa, Michal Košík, Roman Maczoszek, Ladislav Nagy, Lubomír Pištěk, Peter Sejna, Miroslav Zálešák.

Trenéři: Ján Filc, Miroslav Kimijan a Dušan Žiška.
2015 
Brankáři: Denis Godla, Daniel Gibl, Dávid Okoličány

Obránci: Patrik Bačik, Erik Černák, Marco Hochel, Matúš Holenda, Christián Jaroš, Dominik Jendroľ, Branislav Pavúk, Mislav Rosandić

Útočníci: Radovan Bondra, Peter Cehlárik, Michal Kabáč, Patrik Koyš, Róbert Lantoši, Matej Paulovič, Samuel Petráš, Dominik Rehák, Martin Réway, Pavol Skalický, Matúš Sukeľ, Dávid Šoltés.

Trenéři: Ernest Bokroš, Norbert Javorčík a Rudolf Jurčenko.

## Hráči ocenění na turnajích MS "20"
- 2002 – Marek Svatoš (All star tým)
- 2008 – Jaroslav Janus (All star tým)
- 2015 – Denis Godla (nejužitečnější hráč, nejlepší brankář, All star tým)

## Individuální rekordy na MSJ
(pouze elitní skupina)

### Celkové
Utkání: 21, Tomáš Kopecký (2000, 2001, 2002)
Góly: 15, Richard Pánik (2009, 2010, 2011)
Asistence: 13, Martin Réway (2013, 2014, 2015)
Body: 22, Richard Pánik (2009, 2010, 2011)
Trestné minuty: 52, Boris Valábik (2005, 2006)
Vychytaná čistá konta: 4, Jaroslav Halák (2004, 2005)
Vychytaná vítězství: 6, Jaroslav Halák (2004, 2005)

### Za turnaj
Góly: 7, Marek Svatoš (2002), Tomáš Tatar (2009) a Richard Pánik (2011)
Asistence: 7, šest hráčů
Body: 11, Tomáš Tatar (2009)
Trestné minuty: 36, Tomáš Slovák (2003)
Vychytaná čistá konta: 2, Jaroslav Halák (2004 i 2005) a Peter Ševela (2003)
Vychytaná vítězství: 4, Ján Lašák (1999), Jaroslav Halák (2005) a Denis Godla (2015)